# Гадрани, Лука
Лука Гадрани (груз. ლუკა გადრანი; род. 12 апреля 1997, Дманиси, Квемо-Картли) — грузинский футболист, защитник казахстанского клуба «Кайрат».

## Карьера
Летом 2019 года стал игроком иранского клуба «Шахин».
В сентябре 2020 года перешёл в латвийский клуб «Валмиера». Сыграл 26 матчей в чемпионате Латвии и три матча в Кубке.
В начале 2022 года подписал контракт с казахстанским клубом «Тараз». 5 марта 2022 года в матче против клуба «Туран» (0:0) дебютировал в казахстанской Премьер-лиге. 10 апреля 2022 года в матче против клуба «Астана» (1:2) забил свой дебютный мяч в чемпионате Казахстана. 9 июля 2022 года в матче против клуба «Тобол» Костанай дебютировал в кубке Казахстана (6:1).
В начале 2023 года перешел в казахстанский клуб «Актобе».

## Достижения
«Валмиера»
- Серебряный призёр Чемпионата Латвии: 2021

«Актобе»
- Бронзовый призёр Чемпионата Казахстана: 2023

«Кайрат»
- Чемпион Казахстана: 2024

## Клубная статистика
| Игровая карьера | Игровая карьера | Игровая карьера | Лига | Лига | Кубок | Кубок | Межд. | Межд. | Др. | Др. |
| --------------- | --------------- | --------------- | ---- | ---- | ----- | ----- | ----- | ----- | --- | --- |
| 2018            | Рустави         | А               | 8    | 0    | —     | —     | —     | —     | —   | —   |
| 2019            | Рустави         | А               | 17   | 0    | 1     | 0     | —     | —     | —   | —   |
| 2019/20         | Шахин           | А               | 18   | 0    | —     | —     | —     | —     | —   | —   |
| 2020            | Валмиера        | А               | 8    | 0    | 2     | 0     | —     | —     | —   | —   |
| 2021            | Валмиера        | А               | 18   | 0    | 1     | 0     | 1     | 0     | —   | —   |
| 2022            | Тараз           | А               | 21   | 1    | 6     | 2     | —     | —     | —   | —   |
| 2023            | Актобе          | А               | 22   | 3    | 1     | 0     | 3     | 0     | —   | —   |